# Terje Tysland
Terje Ronald Tysland (Namsos, 14 aprile 1951) è un cantante norvegese.

## Biografia
Mytji arti (1978), secondo album in studio del cantante, ha esordito alla 21ª posizione della VG-lista. L'anno successivo è avvenuta la pubblicazione del terzo LP, Til moder jord, classificatosi 9º.
…Narra igjen! (1982) è arrivato al 13º posto, mentre Oinner bordet (1984) ha raggiunto l'11ª posizione. Frekk og fredelig (1985), candidato per un Spellemannprisen, e Gutta på by'n (1987) si sono collocati rispettivamente al 6º e 2º posto.
Il nono disco Kainn æ få lov (1988) ha scalato la graduatoria norvegese fino alla 5ª posizione. Værra me mæ hjæm, presentato due anni più tardi, si è fermato al 4º posto.
Vik fra mæ! (1992) e Fullar enn fullmånen (1993) sono entrambi entrati nella top 20 norvegese. Due anni dopo viene presentato un nuovo disco di inediti, Hurra for mæ, finito al 30º posto.
Ein runde te'... (1997) ha fatto il proprio debutto al 16º posto. Din jævel! (2000), invece, ha esordito alla 25ª posizione. 25 år med gitter & stas (2002), quarta raccolta, ha venduto oltre 30 000 copie, venendo certificata platino dalla IFPI Norge.
Bare kjærlighet (2015) è il suo LP più recente a entrare la classifica nazionale, facendo l'ingresso al 26º posto.

## Discografia

### Da solista

#### Album in studio
- 1977 – Stakkars klovn
- 1978 – Mytji arti
- 1979 – Til moder jord
- 1980 – Send mæ hjæm!
- 1982 – …Narra igjen! (con The Game)
- 1984 – Oinner bordet
- 1985 – Frekk og fredelig
- 1987 – Gutta på by'n
- 1988 – Kainn æ få lov
- 1990 – Værra me mæ hjæm
- 1992 – Vik fra mæ!
- 1993 – Fullar enn fullmånen
- 1995 – Hurra for mæ
- 1997 – Ein runde te'...
- 2000 – Din jævel!
- 2004 – Det gode liv
- 2009 – Liddeli gla
- 2015 – Bare kjærlighet

#### Album dal vivo
- 1990 – Best i levende live
- 2011 – Heile livet og mæ

#### Raccolte
- 1980 – All samma opp igjæn
- 1989 – Terje Tysland
- 1996 – For ett mas!
- 2002 – 25 år med gitter & stas
- 2018 – Terje Tysland 1977-1992

#### Singoli
- 1982 – Nå går de' på rævva!
- 1992 – Sammen for dovrefjell
- 1994 – Landslagssangen
- 2013 – Hææælig
- 2013 – Tænke på Rosenborg
- 2021 – Send mæ en øl
- 2022 – Ty's øl på bordet
- 2024 – Ta en tur te Namsos
- 2024 – Farskapet
- 2024 – Sjølvaste Trump

### Prudence

#### Album in studio
- 1972 – Tomorrow May Be Vanished
- 1973 – Drunk and Happy
- 1974 – No. 3
- 1975 – Takk te dokk
- 1992 – The Legendary Prudence Tapes, vol.1

#### Album dal vivo
- 1976 – 11/12-75

#### Raccolte
- 1976 – If Only Yesterday Could Be Today, Greatest Hits
- 2005 – Det det va